# Michael Lochner

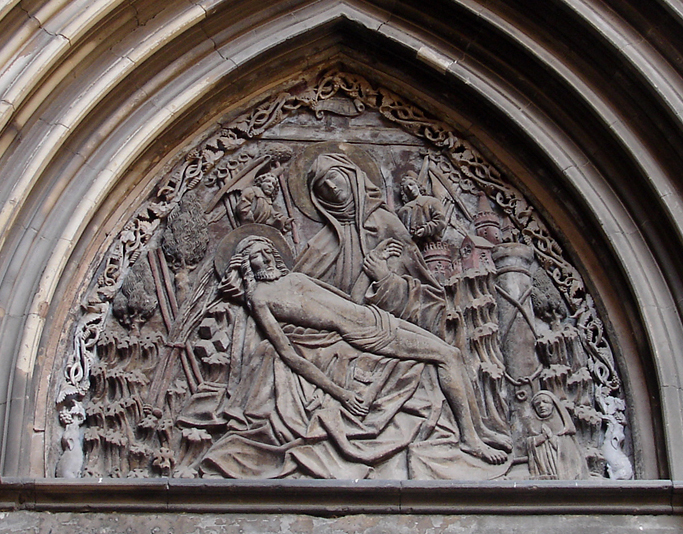
Relieve de La Piedad en la catedral de Barcelona.

Michael Lochner fue un escultor de origen alemán, fallecido en Barcelona en el año 1490.
Introductor del Arte Gótico germánico en Barcelona, ejecutó para la portada de la Piedad de la catedral de Santa Eulalia, un relieve en madera representando La Piedad, que en la actualidad se conserva en el Museo catedralicio, estando en su lugar de origen una copia. Fue encargado en el año 1483 de la talla de los pináculos coronan la sillería del coro de la catedral.
Realizó en el año 1487 el retablo de San Pedro para la ciudad de Premiá de Dalt, destruido durante la Guerra civil española del año 1936.